# Elly Barth
Elly Barth (* 3. Januar 1891 als Elly Baum in Köln; † nach 1954) war eine deutsche Pianistin.

## Leben
Sie war die Tochter des promovierten Studiendirektors August Baum aus Uerdingen und dessen Ehefrau Frieda geb. Ullrich. Nach dem Schulabschluss absolvierte sie ein Musikstudium. Sie besuchte das Konservatorium in Krefeld und nahm Privatunterricht bei Otto Neitzel in Köln. Als Pianistin feierte sie Erfolge mit dem Hamburger Trio, zu dem ihr Ehemann, der Violoncellist Paul Barth, und Ottomar Borwitzky gehörten. Gemeinsam unternahmen sie ausgedehnte Konzertreisen in Deutschland, Bulgarien, Rumänien und Skandinavien.
Sie wohnte Sievekingsallee 27 im nördlichen Teil von Hamburg-Hamm. Im Zweiten Weltkrieg zog sie mit ihrer Familie 1943 nach Lüneburg, wo sie noch 1954 als Pianistin in der Lüner Straße 14 lebte. Mit Paul Barth verheiratet war sie seit dem  6. April 1921.